# Gnathochromis
Gnathochromis är ett släkte av fiskar. Gnathochromis ingår i familjen Cichlidae.
Kladogram enligt Catalogue of Life:
| Gnathochromis | \| \| Gnathochromis permaxillaris \| \| \| \| \| \| Gnathochromis pfefferi \| \| \| \| |
|               | \| \| Gnathochromis permaxillaris \| \| \| \| \| \| Gnathochromis pfefferi \| \| \| \| |
|               | Gnathochromis permaxillaris                                                            |
|               |                                                                                        |
|               | Gnathochromis pfefferi                                                                 |
|               |                                                                                        |